# Campionato del mondo di calcio da tavolo 2003 - Categoria squadre open
Il Campionato del Mondo di Calcio da tavolo di Cospicua a Malta.
Fasi di qualificazione ed eliminazione diretta della gara a squadre della Categoria Open (28 settembre).
Per la classifica finale vedi Classifica.
Per le qualificazioni delle altre categorie:
- squadre individuale Open
- individuale Under19
- squadre Under19
- individuale Under15
- squadre Under15
- individuale Veterans
- squadre Veterans
- individuale Femminile
- squadre Femminile

## Girone 1

### Italia-Malta1-1
| Antonio Mettivieri    | Massimo Cremona    | 0-0 |
| Massimo Bolognino     | Joseph Borg Bonaci | 0-0 |
| Francesco Mattiangeli | Derek Conti        | 0-1 |
| Massimiliano Nastasi  | Joseph Mifsud      | 2-0 |

### Italia-Scandinavia4-0
| Giancarlo Giulianini  | Lars Tore Myge       | 6-0 |
| Antonio Mettivieri    | Kamilla Kristensen   | 2-0 |
| Francesco Mattiangeli | Jesper Staal Nielsen | 5-1 |
| Massimo Bolognino     | Anders Grorud        | 8-0 |

### Malta-Scandinavia4-0
| Massimo Cremona / Stefan Pace | Lars Tore Myge       | 2-0 |
| Joseph Borg Bonaci            | Kamilla Kristensen   | 2-1 |
| Joseph Mifsud                 | Jesper Staal Nielsen | 4-1 |
| Derek Conti                   | Anders Grorud        | 1-0 |

## Girone 2

### Belgio-Inghilterra4-0
| Alain Hanotiaux   | Shorab Jadunandan | 2-1 |
| Philippe Roufosse | Tom Taylor        | 5-0 |
| Gil Delogne       | Chris Thomas      | 4-0 |
| Valéry Dejardin   | Matthew Lampitt   | 8-1 |

### Germania-Belgio0-3
| Arnold Mair    | Valéry Dejardin   | 1-1 |
| Marcus Tilgner | Philippe Roufosse | 1-6 |
| Thossa Büsing  | Gil Delogne       | 0-6 |
| Roland Popp    | Alain Hanotiaux   | 0-6 |

### Inghilterra-Germania1-2
| Matthew Lampitt   | Thossa Büsing  | 3-2 |
| Tom Taylor        | Marcus Tilgner | 1-3 |
| Chris Thomas      | Arnold Mair    | 1-3 |
| Shorab Jadunandan | Roland Popp    | 2-2 |

## Girone 3

### Spagna-Austria1-2
| Arturo Martinez      | Markus Matzinger | 1-1 |
| Carlos Flores        | Eric Hinkelmann  | 2-1 |
| Juan Carlos Granados | Manfred Pawlica  | 0-1 |
| Alberto Mateos       | Thomas Wittmann  | 0-1 |

### Austria-Portogallo2-2
| Manfred Pawlica   | Hugo Carvalho | 0-2  |
| Günther Bamberzky | João Inacio   | 6-0  |
| Thomas Wittmann   | Filipe Maia   | 0-2  |
| Markus Matzinger  | Luis Ferreira | 12-0 |

### Spagna-Portogallo2-2
| Arturo Martinez / Carlos Flores | Hugo Carvalho | 0-2 |
| Fernando Gómez                  | João Inacio   | 5-2 |
| Juan Carlos Granados            | Filipe Maia   | 0-4 |
| Alberto Mateos                  | Luis Ferreira | 5-0 |

## Girone 4

### Paesi Bassi-Francia2-1
| Nico Marks    | Henri Cornu / Stéphane Pommier | 5-0 |
| Nico Bakker   | Jean-Marie Amberny             | 0-4 |
| Martijn Bom   | Sébastien Dubuc                | 0-0 |
| Eric Verhagen | Lionel Abecassis               | 2-1 |

### Grecia-Paesi Bassi2-2
| Christos Aggelinas   | Nico Bakker   | 1-0 |
| Velissarios Fragakis | Martijn Bom   | 2-3 |
| Giorgos Dimakeas     | Nico Marks    | 2-0 |
| Kostas Kechris       | Eric Verhagen | 0-1 |

### Grecia-Francia2-1
| Christos Aggelinas   | Jean-Marie Amberny | 1-1 |
| Velissarios Fragakis | Sébastien Dubuc    | 2-1 |
| Giorgos Koutis       | Stéphane Pommier   | 0-2 |
| Kostas Kechris       | Lionel Abecassis   | 1-0 |

## Quarti di finale

### Italia-Portogallo3-1
| Giancarlo Giulianini  | Hugo Carvalho | 1-0 |
| Massimo Bolognino     | Luis Ferreira | 9-0 |
| Francesco Mattiangeli | Filipe Maia   | 1-3 |
| Massimiliano Nastasi  | João Inacio   | 7-0 |

### Austria-Malta0-2
| Manfred Pawlica  | Derek Conti        | 0-0 |
| Eric Hinkelmann  | Massimo Cremona    | 1-1 |
| Thomas Wittmann  | Joseph Mifsud      | 0-2 |
| Markus Matzinger | Joseph Borg Bonaci | 0-2 |

### Belgio-Inghilterra4-0
| Alain Hanotiaux   | Shorab Jadunandan | 2-1 |
| Philippe Roufosse | Tom Taylor        | 5-0 |
| Gil Delogne       | Chris Thomas      | 4-0 |
| Valéry Dejardin   | Matthew Lampitt   | 8-1 |

### Grecia-Germania3-1
| Christos Aggelinas   | Thomas Wald    | 0-1 |
| Velissarios Fragakis | Marcus Tilgner | 2-1 |
| Giorgos Koutis       | Arnold Mair    | 2-1 |
| Kostas Kechris       | Roland Popp    | 2-0 |

## Semifinali

### Italia-Grecia2-1
| Antonio Mettivieri                          | Christos Aggelinas / Giorgos Dimakeas | 4-0 |
| Massimo Bolognino                           | Kostas Kechris                        | 1-1 |
| Francesco Mattiangeli                       | Velissarios Fragakis                  | 2-0 |
| Giancarlo Giulianini / Massimiliano Nastasi | Giorgos Koutis                        | 0-1 |

### Belgio-Malta3-1
| Alain Hanotiaux   | Massimo Cremona    | 3-2 |
| Philippe Roufosse | Joseph Borg Bonaci | 1-3 |
| Gil Delogne       | Joseph Mifsud      | 3-1 |
| Valéry Dejardin   | Derek Conti        | 2-0 |

## Finale

### Italia-Belgio3-0
| Giancarlo Giulianini Francesco Mattiangeli | Philippe Roufosse | 0-0 |
| Massimo Bolognino                          | Gil Delogne       | 2-1 |
| Massimiliano Nastasi                       | Alain Hanotiaux   | 2-1 |
| Antonio Mettivieri                         | Valéry Dejardin   | 3-2 |